# جزیره گریت بریر
جزیره گریت بارئیر (به لاتین: Great Barrier Island) یک جزیره در نیوزیلند است که در Auckland Region واقع شده‌است.

## خصوصیات
جزیره گریت بارئیر ۹۳۹ نفر جمعیت دارد و ۶۲۱ متر بالاتر از سطح دریا واقع شده‌است.